# Pedro Luiz de Oliveira
Pedro Luiz de Oliveira, född 17 februari 1992, är en friidrottare från Brasilien. Han deltog vid olympiska sommarspelen 2016 och olympiska sommarspelen 2020.